# Bundesstraße 244
De Bundesstraße 244 (ook wel B244) is een bundesstraße in de Duitse deelstaten Nedersaksen en Saksen-Anhalt.
De B244 begint bij Dedelstorf, verder via de steden Wittingen, Helmstedt, Schöningen en Wernigerode, om te eindigen in Elbingerode. De B244 is ongeveer 157 km lang.

## Routebeschrijving
De weg begint bij Dedelstorf aan de B4. De weg loopt door Hankensbüttel,  Wittingen, Brome waar men de  B248 kruist,  Parsau, Rühen. Grafhorst en kruist de B188 waar ze met een afrit op aansluit. Daarna loopt de weg door Velpke, Groß Twülpstedt, Querenhorst, Mariental-Horst. Dan kruist de B244 bij afrit Helmstedt-West de A2. De B224 loopt door Helmstedt waar ze samenloopt met de B1. De B244 loopt verder door Schöningen waar ze samenloopt met de B82, Hoiersdorf, Söllingen, Jerxheim, Dedeleben, Badersleben, langs Dardesheim waar de B79 kruist. De weg loopt verder door Zilly, Langeln en Schmatzfeld.Men passeert de aftakking naar de afrit Wernigerode-Nord A36, waarna men door de stad Wernigerode komt. Dan loopt de B244 door de Harz om in Elbingerode te eindigen op de B27.
B1 · B3 · B3n · B4 · B5 · B6 · B6n · B27 · B51 · B61 · B64 · B65 · B68 · B69 · B70 · B71 · B72 · B73 · B74 · B74n · B75 · B79 · B80 · B82 · B83 · B188 · B190n · B191 · B195 · B207 · B209 · B210 · B211 · B212 · B213 · B214 · B215 · B216 · B217 · B218 · B238 · B239 · B240 · B241 · B242 · B243 · B243a · B244 · B245a · B247 · B248 · B322 · B401 · B402 · B403 · B404 · B408 · B431 · B433 · B434 · B435 · B436 · B437 · B438 · B439 · B440 · B441 · B442 · B443 · B444 · B445 · B446 · B447 · B461 · B475 · B482 · B490 · B493 · B494 · B495 · B496 · B497 · B524 · B530
B1 · B2 · B4 · B6 · B6n · B7 · B19 · B27 · B62 · B71 · B71n · B79 · B80 · B81 · B84 · B85 · B86 · B87 · B88 · B89 · B90 · B91 · B92 · B93 · B94 · B95 · B96 · B97 · B98 · B99 · B100 · B101 · B107 · B115 · B156 · B169 · B170 · B171 · B172 · B172a · B172b · B173 · B174 · B175 · B176 · B178 · B180 · B181 · B182 · B183 · B183a · B184 · B185 · B186 · B187 · B187a · B188 · B189 · B190 · B190n · B242 · B243 · B244 · B245 · B245a · B246 · B246a · B247 · B248 · B248a · B249 · B250 · B278 · B280 · B281 · B282 · B283 · B285